# ثلاثة غرب ممفيس

صور مُلتقطة لثلاثة غرب ممفيس بعد اعتقالهم في يونيو 1993

ثلاثة غرب ممفيس، هي قضية عن ثلاث رجِال مُتهمين منذ مرحلة المراهقة بعام 1994 في جريمة قتل ثلاثة أطفال بعام 1993 في ويست ممفيس، اركنساس، الولايات المتحدة. حُكم على داميان ايكولس بالإعدام، وعلى جيسي ميسكيللي جونيور بالسجن مدى الحياة وحكم 20 سنة أخرى، وعلى جيسون بالدوين بالسجن مدى الحياة. خلال المحاكمات أكد الادعاء العام أن الأحداث التي أدت إلى مقتل الأطفال كانت من ضمن شعائر شيطانية.
نظرًا إلى وضع الدلائل المشكوك بأمرها وأيضًا التحيّز العاطفي المشبوه به الواضح في قاعة المحكمة، أثارت القضية جدلًا واسع النطاق وكانت موضع التركيز لعِدة وثائقيات. المشاهير والموسيقيين أقاموا جمع تبرعات لدعم المجهودات نحو تحرير الرجال المُتّهمين.
في شهر يوليو عام 2007، وُلد دليل جنائي جديد. صدر تقرير مشترك ما بين الولاية وفريق الدِفاع، يذكر التقرير: «على الرغم من أن مُعظم المواد الجينية التي جُمِّعت من الحدث كانت منسوبة إلى ضحايا الاعتداء، بعضها لا يُمكن نسبها لا للضحايا ولا للمدعى عليهم».
إتباعًا لقرار صُدِر في عام 2010 من قِبل المحكمة العليا لأركنساس فِيما يتعلق بدليل حمض نووي جديد الظهور واحتمالية سوء سلوك المحلفين، تفاوض ثلاثة غرب ممفيس مع النيابة على شطب الدعوى. في يوم 19 من شهر أغسطس عام 2011، أنضم ثلاثة غرب ممفيس بالتماس الفورد، الذي يسمح لهم أن يؤكدوا براءتهم مع الاعتراف بأن الادعاء العام لديه أدلة كافية لإدانتهم. وافق القاضي ديفيد لايزر على تقديم الالتماس وحكم عليهم بأنهم قد قضوا الوقت المطلوب. تم إطلاق سراحهم مع نقصان 10 أعوام تحت موضع «حُكم وقف التنفيذ»، وكانو قد سُجنوا 18 عامًا.

## الجناية
في الخامس من شهر مايو، عام 1993، ثلاثة أطفال بعمر الثامنة (ستيف برانش، مايكل موور، كريستوفر بايرس) بُلِّغ بفقدانهم في غرب ممفيس، اركنساس. البلاغ الأول كان من قِبل والد بايرس بالتبني، جون مارك بايرس، حوالي الساعة السابعة مساءًا. شهد ثلاثة من الجيران أنهم قد رأوا الأولاد يلعبون سويًا حوالي الساعة السادسة والنصف مساءًا بإفادة خطية للشرطة، وزعموا انهم رأوا تيري هوبس، زوج والدة ستيف برانش يقوم بمناداتهم إلى المنزل. فتشت الشرطة باحثة بتلك الليلة بشكل محدود. الأصدقاء والجيران أقاموا بحثًا عنهم في تلك الليلة ايضًا، وقد شمل ذلك البحث زيارة سطحية للموقع الذي وُجدت فيه الجثث لاحقًا.  
بدأ تفتيش أكثر دِقة من قبل الشرطة بحثًا عن الأطفال حوالي الساعة الثامنة صباحًا يوم 6 مايو، بقيادة مقاطعة كريتندن للبحث والإنقاذ. الباحثون فحصوا بدقة جميع أنحاء غرب ممفيس وركزوا بشكل خاص على تلال روبن هود، أخر مكان قد شُوهد به الأولاد. على الرغم من عمليات البحث الدقيقة كتفًا بكتف في تلال روبن هود من قِبل سلسلة من الباحثين، لم يروا أي أثر للفتية المفقودين.  
حوالي الساعة 1:45 مساءًا. ضابط الأحداث ستيف جونز وجد حذاء طفل أسود اللون يطفو بجدول وحل يقود إلى قناة صرف ضخمة في تلال روبن هود. جرى البحث عندها في ذلك المصرف ليكتشفوا جثث الثلاثة أطفال. لقد وُجدوا مُجردين من ملابسهم وأحبال أحذيتهم تُقيّدهم، كاحلهم الأيمن مُربط بمعصمهم الأيمن خلف ظهورهم، وكذلك لدى كاحلهم الأيسر ومعصمهم الأيسر. وُجِدت ملابسهم في الجدول وكان بعضها مُلتف حول عُصي. كانت الملابس مقلوبة من الداخل إلى الخارج؛ وزوجين من الملابس الداخلية للفتية لم يتم ايجادها ابدًا. كان لدى كريستوفر بايرس عدة تمزقات في انحاء جسده وتشوهات في المناطق التناسلية
تم التشريح من جهة الطبيب الشرعي فرانك ج. بيريتي وأشار التشريح أن بايرس لاقى حتفه من أثر «إصابات متعددة»، بينما موور وبرانش ماتوا من أثر «إصابات متعددة» بجانب «الغرق».
وضعت الشرطة مبدئيًا افتراضات بأن الأولاد قد تم اغتصابهم، لاحقًا، شهادة خبير عارضت هذه الشكوك. كمية ضئيلة من الحمض النووي للحيوانات المنوية قد عُثر عليها في زوج من السراويل الذي اُسترجع من الحدث. خبراء الادعاء يدّعون أن جروح بايرس كانت نتيجة هجوم بسكين، وأنه تم اخصاءه عمدًا من طرف القاتل؛ خبراء الدفاع يدّعون أن الجروح كانت نتيجة افتراس الحيوانات لجثة بايرس. صدّقت الشرطة أنه تم الاعتداء على الأولاد وقتلهم في نفس الموقع الذي حُصِّلت به الجثث؛ وجادل نُقاد قائلين، أن الاعتداء (على الأقل) باحتمال كبير لم يحدث عند الجدول.
بايرس كان الضحية الوحيدة الذي تم عثور على مخدر في جسده؛ سبق وأن تم وصف ريتالين (ميثيل فينيدات) له في يناير عام 1993 كجزء من علاجه لاضطراب نقص الانتباه مع فرط النشاط. تقرير التشريح الأولي يوصف أن المخدر قد كان كاربامازيبين والجرعة المأخوذة كانت على المستوى العلاجي الفرعي. والد بايرس قال إنه من الممكن بأن بايرس لم يأخذ الدواء الموصوف له في 5 مايو، 1993.

## الضحايا

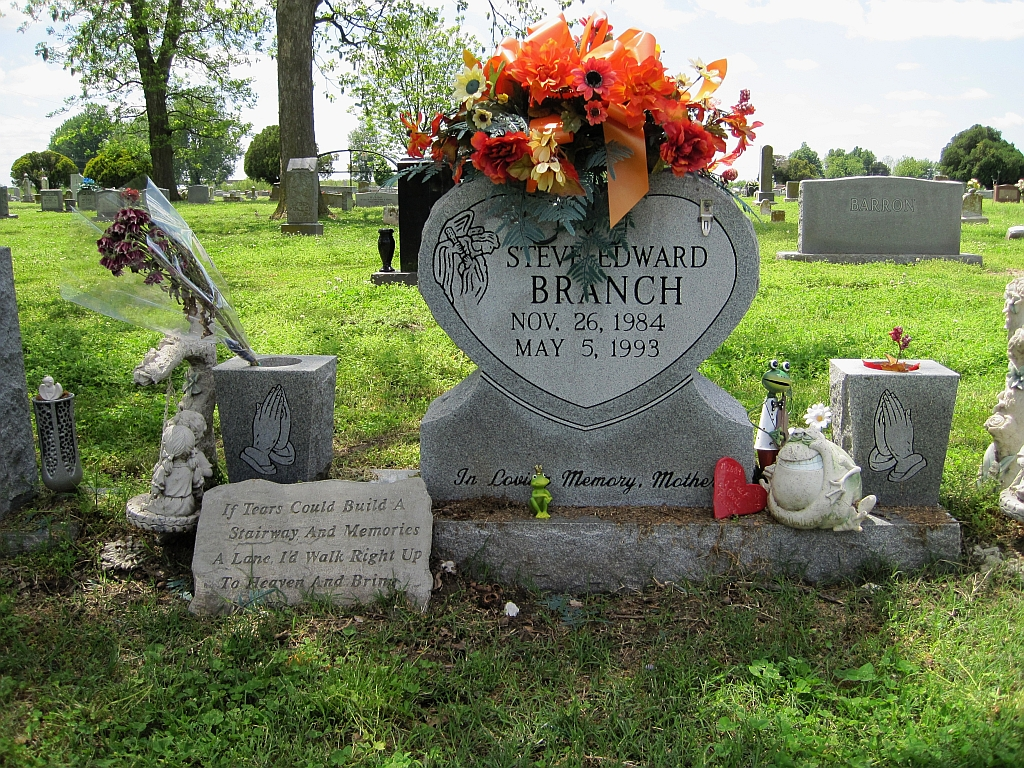
مدفن الطفل ستيف برانش

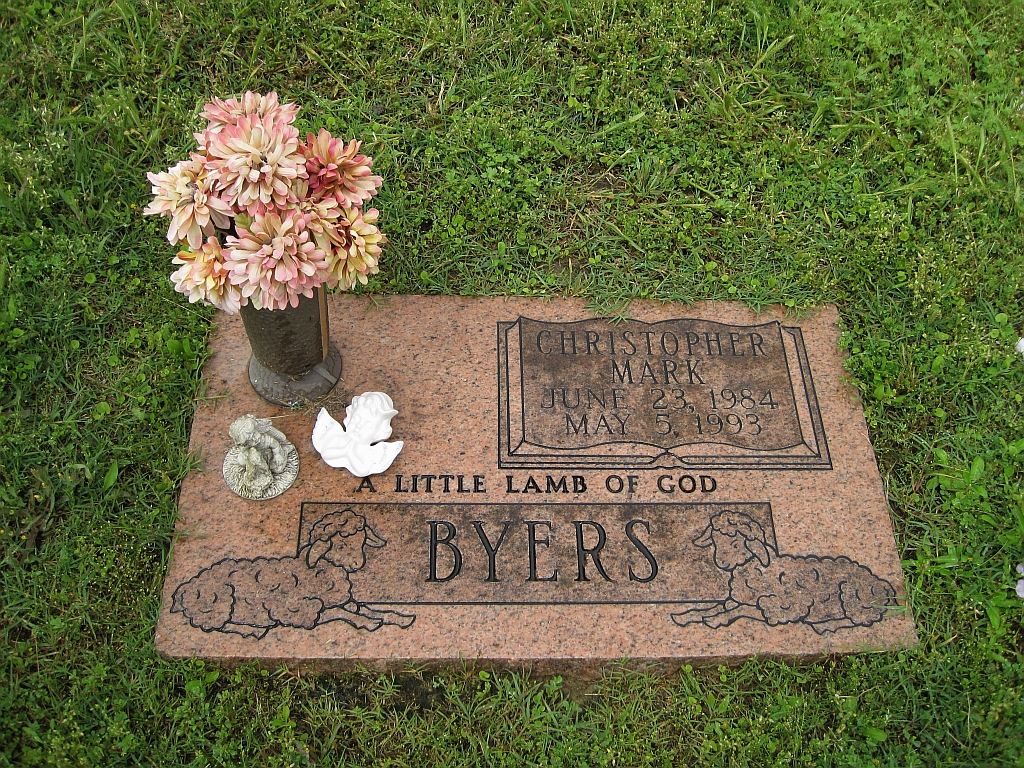
مدفن الطفل كريستوفر بايرس

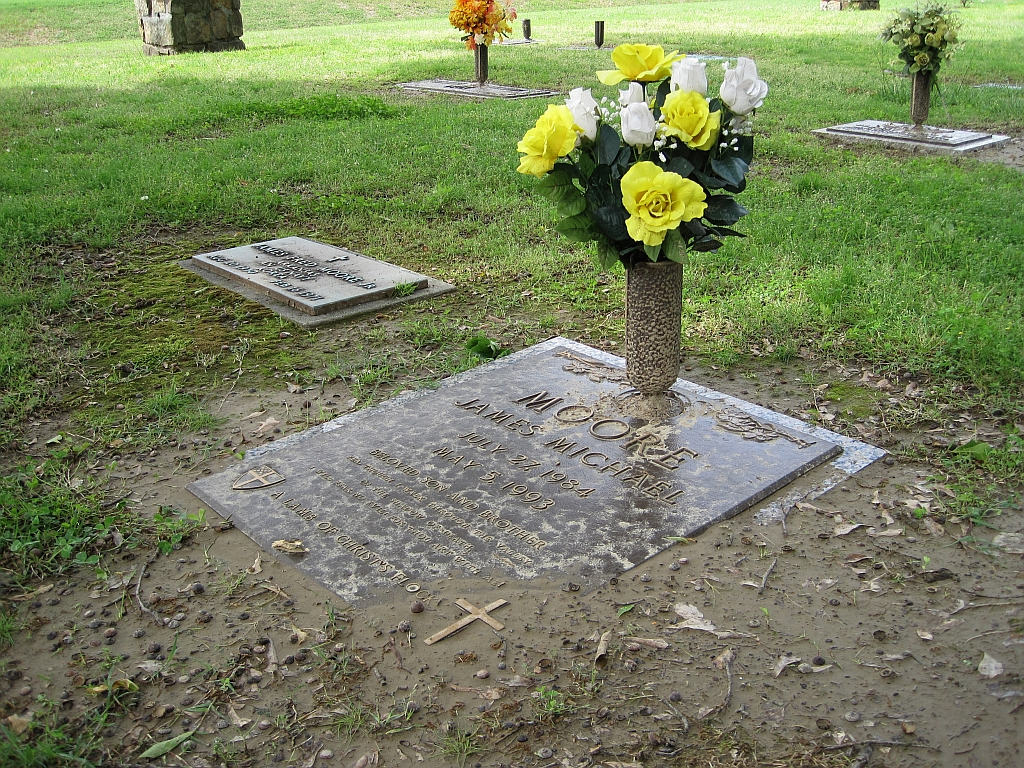
مدفن الطفل مايكل موور

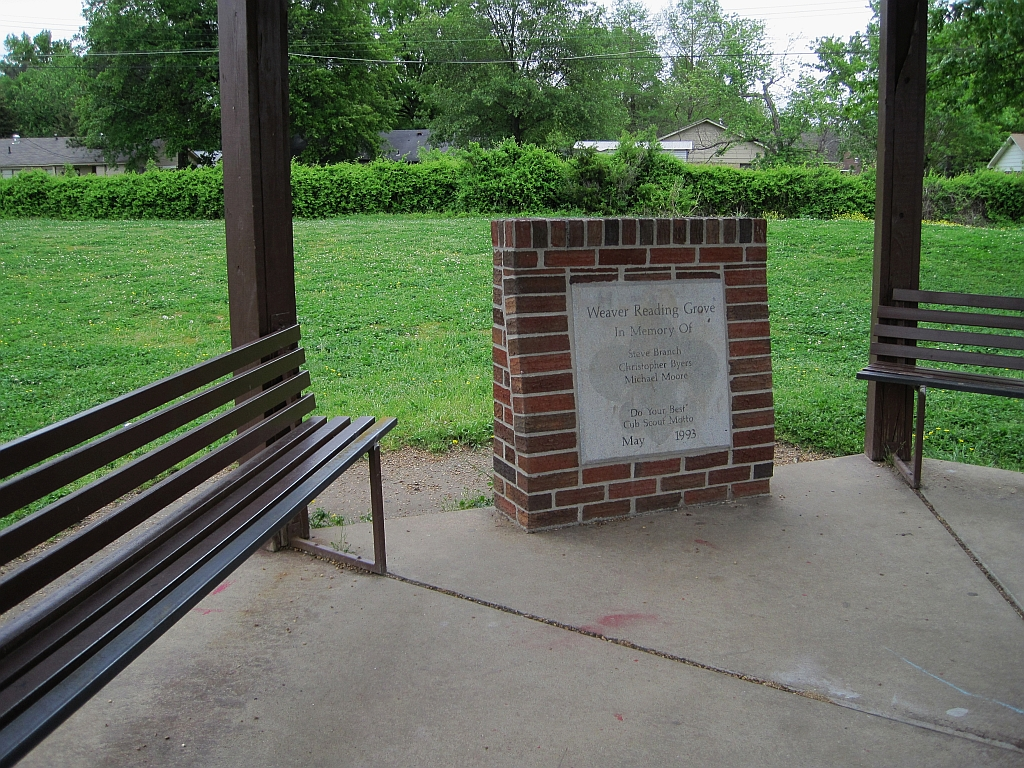
النصب التذكاري لضحايا غرب ممفيس الثلاثة

ستيف ادوارد برانش، كريستوفر بايرس ومايكل موور كانوا جميعًا بالصف الثاني بالمرحلة الابتدائية في مدرسة ويفر. كل واحد منهم حصل على رتبة «ذئب» في مجموعة الكشافة المحلية، وكانوا ثلاثتهم أصدقاء مُقربون.

### ستيف ادوارد برانش
ستيف برانش هو ابن ستيفن وباميلا برانش، انفصلا عندما كان رضيعًا. والدته فازت بحضانته ولاحقًا تزوجت من تيري هوبس. برانش كان يبلغ من العمر 8 سنوات. طوله بمقدار 4 أقدام و2 إنش، وزنه بلغ 65 رطل ولديه شعر أشقر اللون. أخر مرة شوهد بها كان يرتدي جينز أزرق وقميص أبيض، ويقود دراجة حمراء وسوداء اللون. كان تلميذ شرف. عاش مع والدته باميلا هوبس، وزوج والدته تيري هوبس، وأخت غير شقيقة تبلغ من العمر 4 سنوات، تُسمى أماندا. دُفن ستيف ادوارد برانش في مقبرة Mount Zion في ستيل، ميزوري.

### كريستوفر مارك بايرس
كريستوفر بايرس وُلِد لميليسا ديفير وريكي موراي. تطلقا والديه عندما كان يبلغ من العمر 4 سنوات؛ وبعد ذلك بفترة بسيطة تزوجت والدته من جون مارك بايرس، الذي بدوره قام بتبني كريستوفر. بايرس كان يبلغ من العمر 8 سنوات، طوله يُقدر 4 أقدام، ووزنه كان 52 رطل. كان لديه شعر بني فاتح اللون. شُوهد للمرة الأخيرة مُرتديًا جينز أزرق، حذاء غامق اللون، وقميص أبيض ذو أكمام طويلة. عاش مع والدته، شارون ميليسا بايرس، والده بالتبني جون مارك بايرس، وأخيه غير الشقيق راين كلارك البالغ من العمر 13 عامًا. وفقًا لأقوال والدته، كريستوفر كان طفل اعتيادي. «كان مازال يؤمن بأرنب عيد الفصح وسانتا كلوز». دُفن كريستوفر مارك بايرس في مقبرة Forest Hill، شرق ممفيس، تينيسي.

### جيمس مايكل موور
مايكل موور كان ابن لكل من تود ودانا موور. كان يبلغ من العمر 8 سنوات، طوله يُقدر 4 أقدام و2 إنش، يزن 55 رطل، وشعر بني اللون. شوهد بأخر مرة يرتدي سروال أزرق، وقميص أزرق من Boy Scouts of America، وقبعة فتى الكشافة برتقالية وزرقاء اللون. كان يقود دراجة خضراء فاتحة اللون. موور كان يحب ارتداء زي الكشافة الخاص به حتى وان لم يكن في لقاء الكشافة. كان يُعتبر القائد من بين الثلاثة. عاش مع والديه ومع أخته البالغة 9 سنوات، داون. جيمس مايكل موور دُفن في مقبرة Crittenden Memorial Park في ماريون، أركنساس.

### النصب التذكاري للضحايا
في عام 1994، أقيم نصب تذكاري لضحايا القتل الثلاثة. النصب التذكاري يقع في ملعب مدرسة ويفر الابتدائية، مدرسة الضحايا الثلاث عندما كانوا بالصف الثاني الابتدائي في وقت حدوث الجريمة. في شهر مايو، سنة 2013، بعد مرور 20 سنة مُنذ الحادثة، مديرة المدرسة شيلا قريسوم جمعت أموال من أجل تجديد النصب التذكاري.

## المشتبه بهم

### بالدوين، إيكولز، وميسكيللي
في وقت اعتقالهم، جيسي ميسكيللي جونيور كان يبلغ من العمر 17 عام، جيسون بالدوين كان بسن 16 عام، وداميان ايكولز يبلغ 18 عامًا.
قد سبق وأن تم اعتقال بالدوين وايكولز بتهمة تخريب ممتلكات ونشل المتاجر، وميسكيللي كانت لديه سمعة لفقدان اعصابه بسهولة ومشاركته في معارك بالأيدي مع المراهقين الآخرين بالمدرسة. ترك ميسكيللي وايكولز المدرسة الثانوية؛ بينما بالدوين كسب درجات عالية ونمى موهبة للرسم والتلوين، وتلقى التشجيع من إحدى معلميه كيّ يدرس تصميم الجرافيك في المرحلة الجامعية. كان ايكولز وبالدوين أصدقاء مقربون، بسبب ذوقهما المتشابه في الموسيقى والقصص الخيالية، وبسبب كرههما المشترك تجاه الحزام الإنجيلي الذي يقع في طقس مجتمع غرب ممفيس. بالدوين وايكولز تعرفوا على ميسكيللي من المدرسة، ولكنهم لم يكونا مقربين منه.
عائلة ايكولز كانت فقيرة وتلقت زيارات معتادة من موظفين الخدمة الاجتماعية، وحضوره للمدرسة كان نادر. هرب مع إحدى صديقاته وقاما بالدخول عنوة إلى مقطورة للاحتماء من عاصفة ممطرة؛ لاحقًا اعتِقلا، وايكولز لوحده حُوسب بتهمة السطو.

قضى ايكولز عدة أشهر في مصحة عقلية في أركنساس، بعد ذلك قد تلقى حالة «الإعاقة الكاملة» من إدارة الضمان الاجتماعي. خلال محاكمة ايكولز، شهد لصالحه الطبيب جورج و. وودز قائلًا إن ايكولز يعاني من:
اضطراب نفسي خطير يتصف بالعظمة والاضطهاد، هلوسة سماعية وبصرية، اضطراب عملية التفكير، نقص كبير ومزمن في الرؤية، تقلبات مزاجية مُعيقة.
في جلسة استماع عقوبة الإعدام، طبيب ايكولز النفسي ذكر ان قبل الجريمة بأشهر، ايكولز ادعى حصوله على قوى خارقة لأنه أصبح يشرب دماء البشر. بوقت اعتقاله، ايكولز كان يعمل بدوام جزئي لدى شركة تسقيف، وكان ينتظر مولود من حبيبته دوميني تيير.  

### كريس مورغان وبراين هولاند
في بداية التحقيق، قسم الشرطة الخاص بغرب ممفيس (WMPD) اشتبهت لفترة موجزة في مراهقان اثنان، كريس مورغان وبراين هولاند، كليهما بماضٍ مع جرائم المخدرات، ذهبا بشكل مفاجئ إلى اوشينسايد، كاليفورنيا، بعد 4 أيام من اكتشاف الجثث. مورغان كان الأكثر شبهة بسبب قيادته لمركبة مثلجات في حي الثلاث الضحايا سابقًا.
عند اعتقالهما في اوشينسايد يوم 17 مايو 1993, مورغان وهولاند خضعا لاختبار كشف الكذب تحت اشراف شرطة كاليفورنيا. أخبر الممتحنين أنهم عثروا في مخططاتهما على خداع عندما قالا ليس لهما علاقة بقضية القتل. في بحثٍ لاحق، نظرًا لماضي مورغان مع المخدرات وشرب الكحول، بجانب فقدان الوعي وهفوات الذاكرة؛ أدعى مورغان ببيان قائلًا: «من الممكن» أنني قتلت الضحايا. ولكنه فورًا استرجع قوله.
شرطة كاليفورنيا قامت بإرسال عينات من دم وبول مورغان وهولاند لمركز شرطة غرب ممفيس، ولكن لا يوجد هناك أي مؤشر لحدوث تحقيق من جانب شرطة غرب ممفيس ضد مورغان وهولاند كمشتبه بهما في الجريمة، حتى بعد حصول الاعتقال في كاليفورنيا. وبيان مورغان الذي قام فورًا باسترجاعه تبان أهميته لاحقًا في المحاكمة حيث تتم مناقشته، ولكن في النهاية مُنِع قبوله كدليل.

### «السيد بوجينغلز»
في بداية محاكمة ميسكيللي، تم الاستشهاد بمشتبه به آخر، ذكر أسود البشرة. وفقًا لأقوال ضُباط شرطة غرب ممفيس، في مساء يوم 5 مايو 1993، عند الساعة 8:42 مساءًا، موظفي مطعم بوجانغلز الذي يقع على بُعد ميل من مسرح الجريمة في تلال روبن هود، بلغوا عن رؤيتهم لرجل أسود البشرة بدأ «مشوش العقل» داخلًا إلى حمامات النساء في المطعم. الرجل كان ينزف وكان منحني على جدران الحمام. الضابطة ريجينا مييكس أجابت على البلاغ الذي أوتي لها من مدير المطعم عبر نافذة الطلب. عند وصولها الرجل قد اختفى بالفعل، والشرطة لم تدخل الحمامات بذلك اليوم.  
بعد مرور يوم من اكتشاف الجثث، مدير مطعم بوجانغلز مارتي كينغ، كان مُعتقد أن هنالك صِلة ممكنة إلى الرجل النازف الذي أتى إلى حمامات المطعم. قام بإبلاغ الامر إلى الشرطة الذين أتوا بعدها لرؤية الحمامات. مارتي كينغ أعطى الشرطة زوج من النظارات الشمسية مُعتقدًا أن الرجل قد تركها خلفه، وأخذ المحققون عينات من الدم الذي كان على جدران وبلاط الحمام. محقق الشرطة براين ريدج أنه بوقتٍ لاحق قد أضاع هذه العينات. بعدئذ، تم التعرف على خصلة شعر تخص رجل أسود في ملاءة ملفوفة على إحدى الضحايا.

## التحقيق

### الأدلة والمقابلات
ضُباط الشرطة جيمس سودبيري وستيف جونز شعرا أن الجريمة لها ايحاء «طائفي»، وربما الاشتباه بداميان ايكولز كان بسبب اهتمامه بعلم التنجيم، وجونز أحس أن ايكولز كان بمقدوره أن يقتل أطفال. في 7 مايو، بعد يومان من اكتشاف الجثث، قامت الشرطة بمقابلة ايكولز. وخلال اخضاعه لجهاز كشف الكذب، حدد الممتحنون في مخططاته خداع عندما نفيّ علاقته بالجريمة. وفي 9 مايو، خلال عقد مقابلة رسمية من قِبل المحقق براين ريدج، ايكولز قام بذكر وجود بعض الجروح في الأعضاء التناسلية لدى إحدى الضحايا؛ ووحدة تطبيق القانون وجدت أن هذا النوع من المعرفة كتجريم.
بعد مرور شهر مع قليل من التقدم في القضية، استمرت الشرطة بتركيز تحقيقاتهم حول ايكولز، واستجوبوه أكثر من أي شخص آخر. مع ذلك، زعمت الشرطة أن ايكولز لم يكن يُعتبر مشتبه به بشكل مباشر، ولكن يُعتبر مصدر للمعلومات.
في 3 يونيو، استجوبت الشرطة جيسي ميسيكللي جونيور، خلافًا عن نسبة ذكاءه (IQ) البالغة 72 (فقد صُنِّف من ذو الوظائف الفكرية المحدودة) وعلى الرغم من كونه قاصر، تم أستجواب ميسيكللي بمفرده، والديه لم يكونا موجودان خلال الاستجواب. والد ميسيكللي أعطاه الاذن بالذهاب مع الشرطة ولكن لم يُعطي موافقته بأن تستجوب الشرطة ابنه أو تحقق معه. تم استجواب ميسيكللي لمدة 12 ساعة متواصلة. ولم يُسجل منها عدا جزأين فقط، مجموعهما 46 دقيقة. ميسيكللي استرجع اعترافه بشكل فوري، ناقلًا ما تعرض له من تخويف، ترهيب، ارهاق وتهديدات من جانب الشرطة. ميسيكللي ذكر بشكل خاص أنه «خائف من الشرطة» خلال استجوابه.
على الرغم من اعلامه بكافة حقوق ميراندا المتعلقة به، ميسيكللي أشار لاحقًا انه لم يفهمها بشكل كُلي. في عام 1996، المحكمة العليا لأركنساس أقرّت أن اعتراف ميسيكللي كان طوعي كليًا وانه قد فهم تحذير ميراندا كامل وعواقبه. أجزاء من تصريحات ميسيكللي للشرطة سُرِّبت للصحافة ووصلت إلى الصفحة الأولى من جريدة غرب ممفيس Commercial Appeal قبل ابتداء أيًا من المحاكمات.
بعد اعتراف ميسيكللي الأول بفترة وجيزة، اعتقلت الشرطة ايكولز وصديقه المقرب بالدوين. وبعد مرور 8 أشهر منذ اعترافه، في 17 فبراير 1994، أصدر ميسيكللي بيان آخر للشرطة. محاميه، دان ستيدهام قام بالبقاء معه بالغرفة واستمر بنصحه على عدم الفصح بشيء. تجاهل ميسيكللي نصائحه واستمر يسرد التفاصيل عن كيف تم الاعتداء على الفتية، وكيف قُتِلوا. ستيدهام، الذي لاحقًا تم انتخابه للقضاء البلدي، قام بكتابة نقد مُفصّل عما كان يرى من مشاكل لدى الشرطة وعن المفاهيم الخاطئة المُتبعة اثناء تحقيقاتهم. وخلال برنامج راديو في مايو عام 2010، ستيدهام قد قام بذكر تعليقات مشابهة.

### فيكي هاتشسون
فيكي هاتشسون كانت نزيلة جديدة في غرب ممفيس، وستلعب دورًا مهمًا في التحقيقات، على الرغم من انها أتت بعد ذلك لتسحب افادتها مُدعية أنها زورت شهادتها بسبب ترهيب وإكراه الشرطة لها.
في 6 مايو 1993 (قبل اكتشاف الجثث في لاحق ذلك اليوم) خضعت هاتشسون لاختبار كشف الكذب من قِبل المحقق دون براي في مركز شرطة ماريون، لكي يحددوا معرفة إذ قامت بالسرقة من مديرها في غرب ممفيس. ابن هاتشسون الصغير آرون كان حاضرًا، وقد وفّر آرون تشتيت حتى أن المحقق لم يستطع إدارة الاختبار لكشف الكذب. آرون هو رفيق لعب للفتية المقتولين، وقد ذكر لبراي أن الفتية قد قُتِلوا في «بيت اللعب» حين اكتشفوا ان الجثث وُجِدت في مكان قريب من الذي قام آرون بذكره، وعندها براي قام بطلب آرون للمزيد من التفاصيل، حيث ذكر آرون انه شاهد القتل يحصل بفعل من عبدة شيطان يتحدثون اللغة الاسبانية. بعد ذلك أصبحت تصريحات آرون متضاربة ومتناقضة، ولم يستطع التعرف على بالدوين، ايكولز أو ميسيكللي، ولم يكن هنالك «بيت اللعب» حيث آرون أشار. ضابط من الشرطة سرب تصريحات آرون للصحافة وعندها أصبح الشك في أن القتل كان ضمن شعائر شيطانية ينمو أكثر.
فيما يقارب 1 يونيو 1993، هاتشسون وافقت على اقتراحات الشرطة بأن يضعوا ميكروفونات مخفية داخل منزلها أثناء لقاء مع ايكولز. ميسيكللي وافق على تقديم هاتشسون لايكولز. وخلال محادثتهم، هاتشسون بلغت أن ايكولز لم يُصرح بأي بيانات تُجِّرمه. ادعت الشرطة أن التسجيل كان «غير مسموع»، بينما أصرت هاتشسون أن التسجيل كان مسموع. في 2 يونيو، أخبرت هاتشسون الشرطة بأنه بعد أسبوعين من حدوث الجريمة، ذهبت هي وايكولز وميسيكللي لحضور لقاء ويكا، في توريل، أركنساس. أدّعت هاتشسون أن في ذلك اللقاء المزعوم، ايكولز تفاخر سكيرًا بقتل ثلاث أطفال. تم أستجواب ميسيكللي للمرة الأولى في 3 يونيو، يومًا بعد بلاغ هاتشسون. كانت هاتشسون غير قادرة على تحديد موقع لقاء الويكا، ولم تذكر أيًا من الذين قدموا لذلك اللقاء المزعوم. لم تُحاسب هاتشسون بتهمة السرقة أبدًا. وزعمت انها أبلغت عن ايكولز وميسيكللي لتفادي التهم الجنائية، ولكي تحصل على جائزة للكشف عن المجرمين.

## المحاكمات
حُوكم ميسيكللي بشكل منفصل، بينما ايكولز وبالدوين حوكم عليهما سويًا في 1994. تحت «قانون بروتون»، اعتراف ميسيكللي لا يُمكن استخدامه ضد المتهمين الآخرين؛ لذا حُوسب بشكل منفصل. جميع المُدعى عليهم زعموا براءتهم.

### محاكمة ميسيكللي
خلال محاكمة ميسيكللي، خبير الاعترافات الكاذبة وإكراه الشرطة ريتشارد اوفشي، بروفيسور علم الاجتماع في جامعة بركلي، كاليفورنيا، أفاد أن التسجيل لتصريح اعتراف ميسيكللي هو «مثال تقليدي/كلاسيكي» للإكراه في الشرطة. أيضًا نُقاد بيّنوا أن شتى «اعترافات» ميسيكللي كانت متعارضة في نواحٍ عديدة، بجانب تفاصيل مسرح الجريمة وضحايا القتل، يتضمن أيضًا (كمثال) اعتراف ميسيكللي بمشاهدة داميان ايكولز يقوم باغتصاب إحدى الفتية. مبدئيًا، وضعت الشرطة شكوك بأن الضحايا قد تم اغتصابهم نظرًا إلى توسُع شرجهم، على كُلٍ، لم يكن هنالك أي دليل على أن الفتية الضحايا تم اغتصابهم. توسع الشرج حالة طبيعية بعد الوفاة.
في 5 فبراير 1994، تمت أدانة ميسيكللي بجريمة قتل من الدرجة الأولى، وجريمتي قتل من الدرجة الثانية. حُكم عليه من المحكمة السجن مدى الحياة زائد 40 سنة أخرى. تمت استئناف ادانته، لكن المحكمة العليا لأركنساس أكدت الإدانة.

### محاكمة ايكولز وبالدوين
بعد مرور 3 أسابيع، بدأت محاكمة ايكولز وبالدوين. الادعاء العام أتهم الثلاثة بارتكاب جريمة ضمن شعائر شيطانية. أستدعى الادعاء العام دايل و. غريفز، خريج من جامعة كولومبيا بسيفك الغير معتمدة، كخبير في التنجيم والسحر ليشهد إن كانت جريمة القتل كانت ضمن شعائر شيطانية. في 19 مارس عام 1994، حُكِم على بالدوين وايكولز بالجُرم في ثلاث جرائم قتل. المحكمة حكمت على ايكولز بالإعدام، وبالدوين السجن مدى الحياة.
جادل فريق الدفاع في المحاكمة بأن مقالات الصُحف والأخبار وقت حدوث الجريمة كانت سبب لمعرفة ايكولز عن تشوه الاعضاء التناسلية لاحد الضحايا، وذكر ايكولز ان معرفته بالجريمة كانت محدودة على ما جاء عبر التلفاز.
زعم الادعاء العام أن معلومات ايكولز كانت قريبة جِدًا من الحقائق، كما أنه لم يكن هناك بلاغ علني عن غرق الضحايا أو حقيقة أن أحد منهم شُوِه أكثر من الآخرين. أيكولز أفاد أن محادثته مع المحقق ريدج (التي لم يتم تسجيلها) بما يخص هذه التفاصيل لم ينقلها المحقق بشكل دقيق (وكان صحيح أن بعض أقوال بريدج كانت «كاذبة»). الصحفية الاستقصائية ومؤلفة كتاب Devil's knot، تجادل قائلة إن المعلومات التي حصل عليها ايكولز رُبما تكون قد أتت من تسريبات الشرطة، كمثال، تعليقات المحقق غيتشل لمارك بايرس التي دارت ووصلت للعامة. فريق الدفاع اعترض عندما ذكر الادعاء العام أفعال العنف السابقة لايكولز، لكن تم رفض الاعتراض.

## ما بعد الحادثة

### انتقاد التحقيقات
لقد كان هناك نطاق واسع من الانتقادات عن طريقة تولي الشرطة لمسرح الجريمة. المحامي السابق لميسيكللي، دان ستيدهام، يشهد على عدة أخطاء بوليسية في مسرح الجريمة. قال إن الجثث قد سُحِبت من الماء قبل أن يأت الطبيب الشرعي لكي يفحص ويحدد حالة الضحايا، مما جعل الجثث مُعرضة لأشعة الشمس وللديدان. لم تتواصل الشرطة مع الطب الشرعي لمدة ساعتين بعد اكتشاف الحذاء الطائف، مما نتج عن تأخر الطب الشرعي للوصول إلى مسرح الجريمة بالوقت المناسب. وقد فشلوا في تجفيف المياه في وقتٍ سريع لكي يؤمنوا ادلة «ممكنة» نافعة تحت المياه. (ملئوا الجدول باكياس الرمل بعد ازالة الجثث).
ستيدهام يصف تحقيق الطب الشرعي «متدني إلى ابعد حد.» فقد كان يوجد كمية ضئيلة من الدماء في مسرح الجريمة، ولم يتم فحصها أبدًا. واتباعًا للوثائقيات من قناة HBO: Paradise Lost (1996), Paradise Lost 2 (2000) لم يكُن هنالك دماء في مسرح الجريمة. مما يشير إلى أن الموقع الذي تم إيجاد الجثث فيه ليس من الضروري أن يكون موقع حدوث جرائم القتل. بعد التحقيق المبدئي، فشلت الشرطة في السيطرة على الكشف عن المعلومات والتوقعات في مسرح الجريمة.
وفقًا لـ ليفريت، «سجلات الشرطة كانت فوضى عارمة. إن وصفتهم بفاقدين النظام سيكون وصف عادل». خمنت ليفريت أن قسم الشرطة المحلي الصغير كان منهمر بجريمة كتلك، التي لم يسبق لهم بالتحقيق في شيءٍ مشابه لها. رفضت الشرطة قبول المساعدة والمشورة من قسم خبراء الجرائم العنيفة في مركز شرطة ولاية أركنساس، والنُقاد اقترحوا أن الرفض أتى بسبب أن شرطة غرب ممفيس كانت تحت التحقيق في جريمة سرقة فريق مكافحة المخدرات من مقاطعة كرينتدن، وكان التحقيق يجري تحت مركز شرطة ولاية اركنساس. أشارت ليفريت أن بعض من الأدلة الملموسة خُزِّنت في أكياس ورق من المتجر التجاري (مع اسم المتجر في واجهة الكيس) بدلًا من عِلب محفوظة ومعروفة الأصل.
عندما توقعت الشرطة عن المهاجم، وضابط مراقبة الاحداث الذي يساعد في مسرح القتلى شك بأن ايكولز كان "قادر" على هذه الفعلة، قائلًا: يبدو أن داميان ايكولز قام بقتل أحد بالنهاية."
المحلل الجنائي والعالم في الطب الشرعي، برينت تورفي، بيّن في فيلم Paradise Lost 2 أن علامة العضة البشرية من الممكن أن تترك أثرًا بجسد إحدى الضحايا على الأقل. مع ذلك، علامات العض المحتملة لوحظت في الصور لأول مرة بعد مرور سنوات من المحاكمات، ولم يتم فحصها من قِبل فاحص طبي مُعتمد من مجلس الإدارة، الا بعد مرور 4 سنوات من حدوث الجريمة. خبير الدفاع أفاد أن العلامة بمحط التساؤل لم تكن عضة بشري بالغ، بينما خبراء آخرون عُينوا من قبل الولاية استخلصوا أنه لم تكن هناك علامة على الإطلاق. خبراء الولاية قاموا بفحص الأجساد نفسها بحثًا عن أي علامات، بينما آخرون أجروا صور تحليلية للإصابات. وبعد فحوصات أوسع، تم استنتاج أنه ان كانت هذه العلامات فعلًا علامات عض، فالأسنان لم تطابق أيا من المتهمين الثلاثة.

## الاستئنافات والأدلة الجديدة
في مايو عام 1994، المُدعى عليهم استأنفوا عقوباتهم، العقوبات كانت مؤكدة ومباشرة. وفي يونيو 1994، دان ستيدهام محامي ميسيكللي كان يُجهز استئناف لمحكمة الولايات المتحدة العليا.  
في عام 2007، قام ايكولز برفع عريضة لإعادة المحاكمة، بناء على قانون ينص على ايجاز إعادة فحص ادلة الاحماض النووية نظرًا لتطور التكنولوجيا منذ عام 1994، والتي من الممكن أن تُبرئ من سُجِن ظلمًا. على أي حال، القاضي للمحاكمة الأصلية، ديفيد بورنيت، رفض استقبال معلومة كهذه في قاعته بالمحكمة. وبهذا الدور، قامت المحكمة العليا لأركنساس بفعل الشيء ذاته للمدانين الثلاثة في 4 نوفمبر عام 2010.  

### سكين جون مارك بايرس (1993)
جون مارك بايرس، والد الضحية كريستوفر بايرس بالتبني، أعطى سكين لرجل كاميرا دوغ كوبر، الذي كان يعمل مع صانعين الوثائقي جو بيرلينجر وبروس سينوفسكي اثناء تصوير الجزء الأول من Paradise Lost. السكين كانت سكينة صيد صُنِعت من تصميم Kershaw. وفقًا للبيانات المعطية من بيرلينجر وسينوفسكي أن كوبر قد أبلغهم باستلامه للسكين في 19 ديسمبر 1993، بعد عودة طاقم التصوير لنيويورك، بيرلينجر وسينوفسكي رصدوا بما يبدو كالدماء على السكين. مدراء HBO أمروهم بالعودة إلى غرب ممفيس وإعطاء السكين لمركز الشرطة. لم يتم استلام السكين للمركز حتى 8 يناير، 1994.
أدعى بايرس مبدئيًا أن السكين لم تُستعمل أبدًا من قبل، ولكن، بعد العثورعلى الدماء بيّن بايرس أنه سبق وان استعملها مرة واحدة، لكي يقطع لحم الغزال. عندما تم تطابق الدم على السكين دماء جون بايرس وابنه كريستوفر بايرس، بايرس قال إنه لا يملك أدنى فكرة عن وصول الدماء على السكين. اثناء الاستجواب، شرطة غرب ممفيس اقترحت انه من الممكن ان بايرس وضع السكين بالمكشوف من غير قصد، وأتفق على اقتراحهم بايرس. لاحقًا أخبرهم انه من الممكن انه قام بجرح ابهمه. الفحوصات المستمرة أدلت بنتائج غير حاسمة عن مصدر الدماء. عدم اليقين كان ظاهرًا بسبب الكمية الضئيلة الموجودة من الدماء، وبسبب أن كُلًا من جون بايرس وكريستوفر بايرس تشابها في النمط الجيني للكريات الدموية.
وافق بايرس على القيام باختبار لجهاز كشف الكذب في الفيلم الوثائقي Paradise Lost 2 عن حقيقة جرائم القتل، وعبره بنجاح، لكن أشار الوثائقي أن بايرس قد كان تحت تأثير دواء نفسي المفعول مما يمكن أن تؤثر في نتائج الاختبار.

### احتمال البصمات للأسنان (1996-1997)
بعد أدانتهم، ايكولز، ميسيكللي وبالدوين قدموا بصمات لأسنانهم. وهذه البصمات اوخذت لكي تتم مقارنتها مع علامات العض المزعومة الموجودة على جبهة ستيف برانش، التي لم يتم ذكرها في التشريح الأصلي أو المحاكمات. ولم يجد بينهم أي تطابق. جون مارك بايرس أزال جميع اسنانه في عام 1997، بعد المحاكمة الأولى وقبل وضع بصمات الاسنان. أدعى أن أسبابه لخلع اسنانه كانت واضحة التناقض. أخبر أن دواء الصرع الذي يأخذه سبّب امراض في دعم الاسنان، وانه قد خطط للخلع بسبب أنواع أخرى من المشاكل بأسنانه التي ازعجته لسنين عديدة.
بعد فحص أحد الخبراء لصور التشريح، أشار إلى احتمالية العلامة بجثة بايرس كانت من حزام، ووالد بايرس كشف للشرطة أنه قد قام بصفع ابنه بالقانون بفترة وجيزة قبل اختفائه.

### استرجاع افادة فيكي هاتشسون (2003)
في أكتوبر عام 2003، فيكي هاتشسون، التي لعبت دورًا في اعتقال ميسيكللي، ايكولز وبالدوين، قدمت مقابلة لأركنساس تايمز، حيث بيّنت أن كل كلمة أعطتها للشرطة كانت مفبركة. ولاحقًا وضحت أن الشرطة اخبرتها ان لم تتعاون معهم سيأخذون منها أبنها. قالت أن عند ذهابها لمركز الشرطة، وجدت الموظفين يقومون بوضع صور بالدوين، ميسيكللي وايكولز على الجدران ويستخدمونهم كهدف للعبة الأسهم (darts). وأدعت أيضًا ان التسجيل الصوتي الذي أخبر الشرطة أنه لم يكن مسموع أو مُعترف به (والذي اضاعوه لاحقًا) كان واضح بشكل تام ولم يحتوي على أي تجريم للمدعى عليهم.

### اختبار الحمض النووي والأدلة الملموسة الجديدة (2007)
في عام 2007، حمض نووي جُمِّع من مسرح الجريمة قد تم فحصه، ولم يجد هناك تطابق بين أيًا من المتهمين. خصلة شعر «ليست معارضة» لزوج والدة ستيف برانش، تيري هوبس، وُجِدت لدى إحدى الضحايا الذين تم ربطهم. فريق الادعاء العام صرح أنه رغم عدم وجود دليل حمض نووي يُستخدم ضد بالدوين، ايكولز وميسيكللي، إلا أن الدولة تقف خلف ادانتها لهم. باميلا هوبس في 5 مايو من عام 2009، أعلنت لدى المحكمة للولايات المتحدة أن خصلة شعر وحدة طابقت صديق تيري هوبس، ديفيد جاكوبي.

## المدعى عليهم

### جيسي ميسيكللي
جيسي ميسيكللي جونيور (وُلِد في 10 يوليو، 1975) تم اعتقاله لصلته بمقتل 5 مايو 1993. بعد بلوغ 12 ساعة من الاستجواب من قِبل الشرطة، ميسيكللي ذو نسبة الذكاء البالغة 72، اعترف بارتكاب الجريمة، وقام بتوريط بالدوين وايكولز. ولوجود قانون بروتن، اعترافه لا يؤثر على بالدوين وايكولز لذا تمت محاكمته بشكل منفصل. تمت ادانته بجريمة قتل من الدرجة الأولى، وجريمتين قتل من الدرجة الثانية. حكمت عليه المحكمة بالسجن مدى الحياة و40 سنة بالحبس.
في 19 أغسطس عام 2011، ميسيكللي بجانب بالدوين وايكولز تقدموا لالتماس الفورد. القاضي ديفيد لايزر وافق على الالتماس، وحكم عليهم بقضاء الحكم المطلوب، 18 سنة و78 يوم. ثلاثتهم أطلق سراحهم في ذلك اليوم، ومنذ الإفراج عنه ميسيكللي خطب صديقته من الثانوية ودخل في كلية حكومية ليتدرب أن يصبح ميكانيكي.

### تشارلز جيسون بالدوين
تشارلز جيسون بالدوين (وُلِد 11 أبريل عام 1977) دخل التماس الفورد بجانب ميسيكللي وايكولز في 19 أغسطس 2011. بالدوين أقر بالذنب لثلاثة جرائم قتل من الدرجة الأولى في حين أنه مازال يؤكد براءته. حكم القاضي عليهم بقضاء الحكم المطلوب، 18 سنة و78 يومًا.
بالدوين بدايةً كان يُقاوم الاتفاق على هذه الصفقة، مُصرًا ان مبادئه لا تسمح له أن يعترف بذنب لم يقم بفعله. ولكن، قد عرف أن رفضه للدخول في الصفقة كان سيضع ايكولز في حبل المشنقة. قال أن الصفقة «ليست بعادلة، لكنهم يحاولون قتل داميان.» منذ الإفراج عنه، بالدوين انتقل لسياتل ليقطن مع أصدقائه، ودخل بعلاقة مع امرأة قامت بمصادقته حينما كان مسجونًا. لديه خطط أن يدخل الكلية ليُصبح محاميًا كي يدافع عن المُتهمين عن طريق الخطأ.

### داميان واين ايكولز
داميان واين ايكولز (وُلِد في 11 ديسمبر 1974) كان محكوم عليه بالإعدام. في 19 أغسطس عام 2011 تقدم لالتماس الفورد بجانب بالدوين وميسيكللي، فُرِج عنهم من الحبس بعدما تناقش محاميهم مع القاضي حول شروط الصفقة. أقر ايكولز بثلاث جرائم قتل من الدرجة الأولى بينما مازال يُصدق براءته.
في السجن عام 1999 تزوج من مهندسة مواقع لوري دايفس. أنتقل إلى مدينة نيويورك بعد الإفراج عنه.
 

## روابط خارجية
- The Encyclopedia of Arkansas History & Culture entry (The Butler Center for Arkansas Studies)
- West Memphis Three at the Court TV Crime Library
- West Memphis 3 على مشروع الدليل المفتوح
- Archive of West Memphis Three reports from Memphis Commercial Appeal
- Chen, Stephanie. "Echols of West Memphis 3 talks about appeal, death row نسخة محفوظة 26 أكتوبر 2011 على موقع واي باك مشين.." سي إن إن. September 29, 2010.
- Investigation Collection Archive